# (6517) Buzzi
(6517) Buzzi es un asteroide perteneciente al cinturón interior de asteroides descubierto por Eleanor Francis Helin desde el observatorio del Monte Palomar, Estados Unidos, el 21 de enero de 1990.

## Designación y nombre
Buzzi fue designado al principio como 1990 BW.
Más tarde, en 2006, se nombró en honor del astrónomo aficionado italiano Luca Buzzi (nacido en 1982) quien es un asiduo observador de cometas y planetas menores desde el Observatorio Schiaparelli en Varese.

## Características orbitales
Buzzi está situado a una distancia media de 1,926 ua del Sol, pudiendo alejarse hasta 2,018 ua y acercarse hasta 1,834 ua. Su inclinación orbital es 23,422 grados y la excentricidad 0,048. Emplea en completar una órbita alrededor del Sol 976,31 días.
Buzzi forma parte del grupo asteroidal de Hungaria.

## Características físicas
La magnitud absoluta de Buzzi es 14,67. Emplea 8,648 horas en completar una vuelta sobre su eje.